# Ордин-Нащокин, Богдан Иванович
Богдан Иванович Ордин-Нащокин — думный дворянин, воевода и дипломат.

## Биография
Представитель незнатного дворянского рода Ордин-Нащокиных. Единственный сын помещика Ивана Денисовича Меньшого Ордина-Нащокина, двоюродный брат крупного дипломата Афанасия Лаврентьевича Ордина-Нащокина.
В 1659 году дворянин Б. И. Ордин-Нащокин, получивший титул наместника Кадомского, сопровождал А. Л. Ордина-Нащокина на переговоры со шведскими представителями в деревне Томсдорф (на реке Западная Двина), чтобы подписать протокол (известный как Томсдорфский протокол) о продолжении Велиесарского перемирия. 
В 1660 году Богдан Ордин-Нащокин был назначен воеводой в Юрьеве Ливонском (Тарту). В 1661 году после заключения Кардисского договора между Россией и Швеция все прибалтийские города и земли, занятые русскими в ходе войны, были возвращены шведской администрации. Юрьевский воевода Б. И. Ордин-Нащокин очистил город и вывез городскую казну из Юрьева и других занимаемых русскими ливонских городов во Псков.
В 1662 году Богдан Иванович Ордин-Нащокин был отправлен вторым послом вместе с Григорием Борисовичем Нащокиным в Данию, а затем с самостоятельным заданием ездил в Голландию. По дороге Б. И. Ордин-Нащокин с каким-то тайным наказом посетил графа Ольденбургского. В начале 1663 года он прибыл в Гаагу, где от царского имени предложил Голландским штатам оставаться в дружбе с Россией и сообщил голландским купцам, имевшим большие торговые обороты в России, что для всех товаров, ввозимых в русские владения, установлены пошлины. В конце 1663 года Б. И. Ордин-Нащокин вернулся из-за границы в Москву.
В 1664 году Богдан Ордин-Нащокин был назначен на воеводство в Полоцке, где находился до начала 1665 года.
В 1666 году он вместе с А. Л. Ординым-Нащокиным был отправлен в составе русской делегации для переговоров с польско-литовскими представителями под Смоленск, участвовал в переговорах в деревне Андрусово и при заключении Андрусовского перемирия. После возвращения в Москву он был награждён чином думного дворянина. В 1667 году Богдан Ордин-Нащокин был отправлен в Варшаву для ратификации мирного договора и в том же году вернулся обратно в Москву.
В 1668 году Богдан Ордин-Нащокин находился на воеводстве в Вятке. В 1673 году его назначили воеводой в Олонец, где пробыл до 1677 года. Новый воевода стал вести борьбу со злоупотреблениями при взимании таможенных сборов. Кроме своей политической деятельности воевода всячески помогал в поиске полезных ископаемых. Так он помог новгородскому гостю Семёну Гаврилову, который вел поиск меди в Толвуйской волости.
В 1679 году он был отправлен на воеводство на Северную Двину, где переписывал ратных людей «пехотного строю», занимался укреплением Архангельска и снабжением его боевыми запасами.
В 1681 году Б. И. Ордин-Нащокин был отозван с Двины в Москву. Это последнее упоминание о нём.

## Дети
- Василий Богданович Ордин-Нащокин, стольник.
- Константин Богданович Ордин-Нащокин, бездетен.
- Лаврентий Богданович Ордин-Нащокин, стольник, бездетен.
- Михаил Богданович Ордин-Нащокин, бездетен.